# Bill Wuesthoff

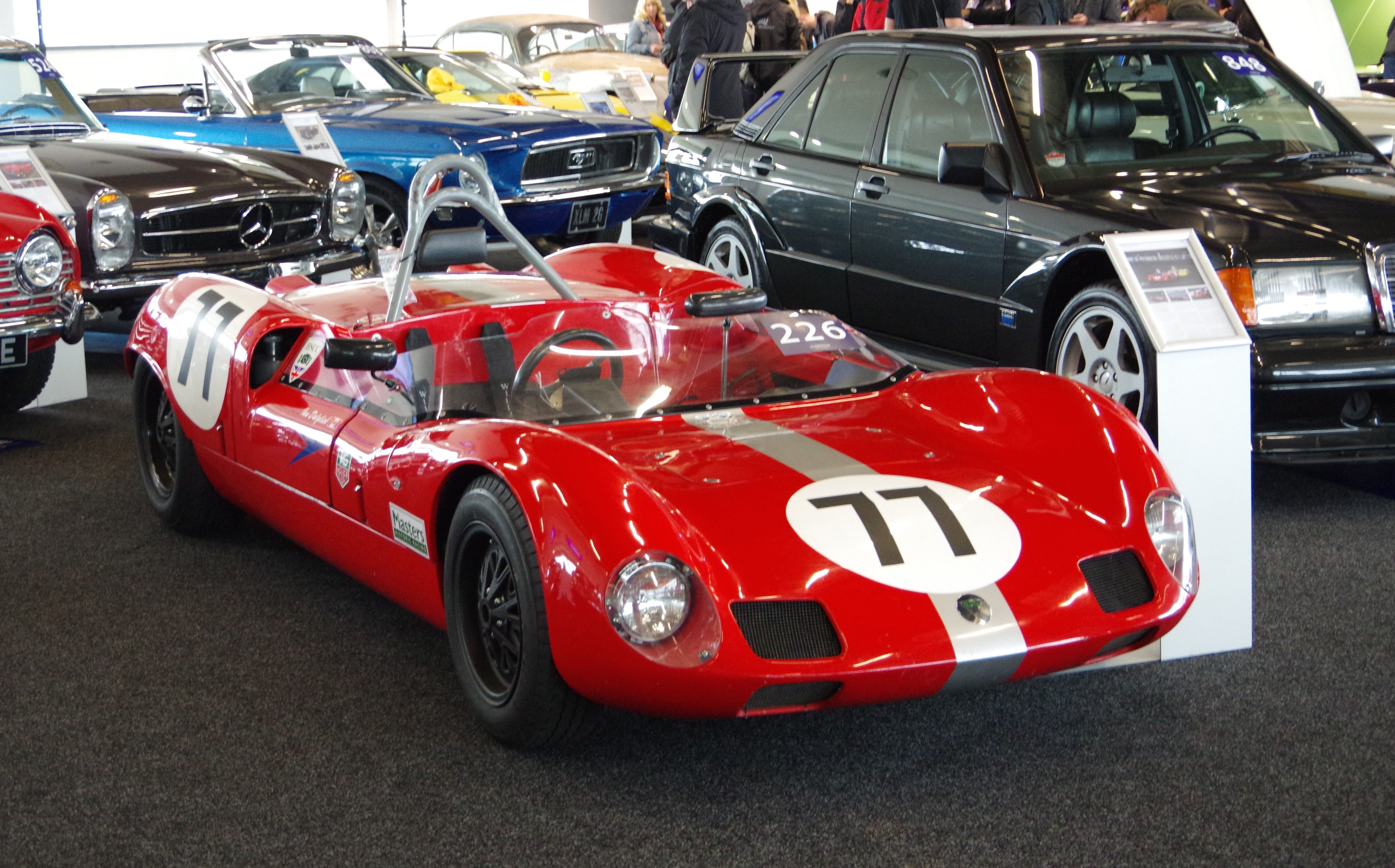
Bill Wuesthoffs Elva Mk7

William „Bill“ Wuesthoff  ist ein ehemaliger US-amerikanischer Autorennfahrer.

## Karriere
Bill Wuesthoff war in den 1950er- und 1960er-Jahren als Sportwagenpilot aktiv. Wuesthoff war ein engagierter Amateur-Rennfahrer, der einige Erfolge feiern konnte. 1964 wurde er hinter Jim Hall Gesamtzweiter in der US-amerikanischen Road Racing Championship. Sein einziger Start in Europa war die Teilnahme am 1000-km-Rennen auf dem Nürburgring 1958, wo er auf einem Porsche 356 A Speedster 28. der Endwertung wurde. Sein bestes internationales Ergebnis war neben dem dritten Rang beim 12-Stunden-Rennen von Sebring 1962 der Gesamtsieg beim 500-km-Rennen von Bridgehampton 1964. Wuesthoff gewann das Rennen gemeinsam mit Joe Buzzetta auf einem Porsche 904 GTS.

## Statistik

### Sebring-Ergebnisse
| Jahr | Team                   | Fahrzeug           | Teamkollege    | Teamkollege    | Platzierung            | Ausfallgrund       |
| ---- | ---------------------- | ------------------ | -------------- | -------------- | ---------------------- | ------------------ |
| 1960 | Camoradi USA           | Chevrolet Corvette | Fred Gamble    | Jim Jeffords   | Rang 26                |                    |
| 1961 | Porsche Car Import     | Porsche 718 RS 60  | Augie Pabst    |                | Ausfall                | Hauptdichtung leck |
| 1962 | Porsche Imports        | Porsche 718 RS 60  | Frank Rand     | Bruce Jennings | Rang 3 und Klassensieg |                    |
| 1964 | Scuderia Sant Ambroeus | Alfa Romeo TZ      | Chuck Dietrich |                | Ausfall                | Getriebeschaden    |

### Einzelergebnisse in der Sportwagen-Weltmeisterschaft
| Saison | Team                               | Rennwagen                 | 1   | 2   | 3   | 4   | 5   | 6   | 7   | 8   | 9   | 10  | 11  | 12  | 13  | 14  | 15  | 16  | 17  | 18  | 19  | 20  |
| ------ | ---------------------------------- | ------------------------- | --- | --- | --- | --- | --- | --- | --- | --- | --- | --- | --- | --- | --- | --- | --- | --- | --- | --- | --- | --- |
| 1958   | William Wilbourne                  | Porsche 356               | BUA | SEB | TAR | NÜR | LEM | RTT |     |     |     |     |     |     |     |     |     |     |     |     |     |     |
| 1958   | William Wilbourne                  | Porsche 356               | 25  |     |     |     |     |     |     |     |     |     |     |     |     |     |     |     |     |     |     |     |
| 1960   | Camoradi Racing                    | Chevrolet Corvette        | BUA | SEB | TAR | NÜR | LEM |     |     |     |     |     |     |     |     |     |     |     |     |     |     |     |
| 1960   | Camoradi Racing                    | Chevrolet Corvette        | 26  |     |     |     |     |     |     |     |     |     |     |     |     |     |     |     |     |     |     |     |
| 1961   | Porsche Car                        | Porsche 718               | SEB | TAR | NÜR | LEM | PES |     |     |     |     |     |     |     |     |     |     |     |     |     |     |     |
| 1961   | Porsche Car                        | Porsche 718               | DNF |     |     |     |     |     |     |     |     |     |     |     |     |     |     |     |     |     |     |     |
| 1962   | Porsche Imports                    | Porsche 718               | DAY | SEB | SEB | MAI | TAR | BER | NÜR | LEM | TAV | CCA | RTT | NÜR | BRI | BRI | PAR |     |     |     |     |     |
| 1962   | Porsche Imports                    | Porsche 718               | 3   |     |     |     |     |     |     |     |     |     |     |     |     |     |     |     |     |     |     |     |
| 1964   | Scuderia Sant Ambroeus Ed Weschler | Alfa Romeo TZ Porsche 904 | DAY | SEB | TAR | MON | SPA | CON | NÜR | ROS | LEM | REI | FRE | CCE | RTT | SIM | NÜR | MON | TDF | BRI | BRI | PAR |
| 1964   | Scuderia Sant Ambroeus Ed Weschler | Alfa Romeo TZ Porsche 904 |     | DNF |     |     |     |     |     |     |     |     |     |     |     |     |     |     |     | 1   |     |     |